# ロブサン・テンジン
サムドン・リンポチェ5世ロブサン・テンジン（1939年11月5日 - ）は、チベット人の僧侶、仏教学者、政治家。2001年より10年間、インドのダラムサラに拠点を置く中央チベット行政府（チベット亡命政府）の公選による初代首相（当時の正式名称はカロン・ティパ（主席大臣））を務めた。
チベットの最高指導者であるダライ・ラマ14世の親しい友人である。主導的なチベット仏教学者の一人とみなされており、マハトマ・ガンディーの教えについての権威でもある。また、ヒンディー語と英語の双方に堪能である。

## 来歴

### 生い立ち
1939年、チベット東部のジョル（雲南省迪慶蔵族自治州徳欽県）で誕生。5歳にしてサムドン・リンポチェ4世の生まれ変わりとして認められ、ジョルのガンデン・デチェリン僧院の院主の座についた。2年後、僧侶としての誓いをたて、ラサのデプン僧院で宗教的な修行を始め、中観派仏教徒として修行を終えた。しかし、1959年の中国によるチベット侵攻後、ダライ・ラマ14世と共にインドに亡命することを余儀なくされた。
1960年以降、まずインドのシムラー、後にダージリンのチベット宗教学校で、教師として働いた。1965年～1970年にはダルハウジーのチベットスクールの校長を務め、1971年～1988年には、ワーラーナシー（ベナレス）の高等チベット学中央研究所（CIHTS）の学院長、1988年～2001年は同校の理事であった。

### 亡命政府首相
1991年、ダライ・ラマ14世によって亡命チベット代表者議会（チベット国民代議員大会、ATPD）の議員に指名された後、満場一致で議長に選ばれた。1996年～2001年にはカム地区から亡命したチベット人を代表する議会の議長であった。
2001年までは、亡命チベット代表者議会がダライ・ラマが推薦する候補者の中から閣僚を選出し、閣僚たちが互選によって首相（任期1年）を選出していたが、2001年にダライ・ラマ14世はチベット人が直接に自らの政府の指導者を選ぶべきであると声明。その意を受けた亡命チベット代表者議会第12回議会は選挙法を改定し、亡命政府首相（カロン・ティパ）の直接選挙が行われることになった。2001年5月12日の予備選挙と7月29日の本選挙の結果、サムドン・リンポチェは得票数約29,000、得票率約84%で亡命政府首相に選ばれた。残りの票は、もう一人の候補であるジュチェン・トゥプテン・ナムギャル（前首相）が獲得した。
2001年の組閣においては首相の他、情報・国際関係省（外務省）と公安省の大臣を兼任した。2006年には首相に再選され、公安省、情報・国際関係省（外務省）、内務省の各大臣を兼任した。
2001年以降、チベットの自治権に対する支持を獲得し、中国政府と自治権の交渉を行うというダライ・ラマ14世の提案に対する認識を広めるために、精力的に飛び回っている。
サムドン・リンポチェの亡命政府首相としての任期は2011年までとなっており、亡命チベット人憲章によって3選は認められていない。しかし亡命チベット人社会からの評価と人気はきわめて高いため、憲章を改正するかまたは例外を認めるかして首相続投を求める声も強かった。しかし、自身は「個別事情によって基本原則を変更すべきではない」として、それを拒否した（任期途中で辞任して後進に道を譲る考えを示したこともあるが、これはダライ・ラマ14世によって慰留された）。
2011年8月8日をもって任期満了で退任し、後任にはハーバード大学研究員のロブサン・センゲが就任した。

## 名前についての注意
「ロブサン・テンジン」というのは、彼のチベット語での本名である。彼の呼称である「サムドン・リンポチェ」は、「ダライ・ラマ」と同じく、チベットの宗教的な称号である。
リンポチェというのはチベット語で「大切な人」という意味であり、日本語の「上人」「尊師」「師」にあたっている。従ってチベット人には彼以外にもリンポチェは多数存在する。英語圏や日本の新聞は「リンポチェ」を姓であると誤解して、彼のことを「Professor Rinpoche（リンポチェ教授）」「リンポチェ首相」と呼ぶ場合があるが、上述のように厳密にはこの呼び方は正しくない。ただ、彼自身はそれを容認しているともいわれる。